# Quai Alphonse-Le-Gallo
Le quai Alphonse-Le-Gallo est un quai de la Seine situé à Boulogne-Billancourt dans les Hauts-de-Seine, en France.

## Situation et accès

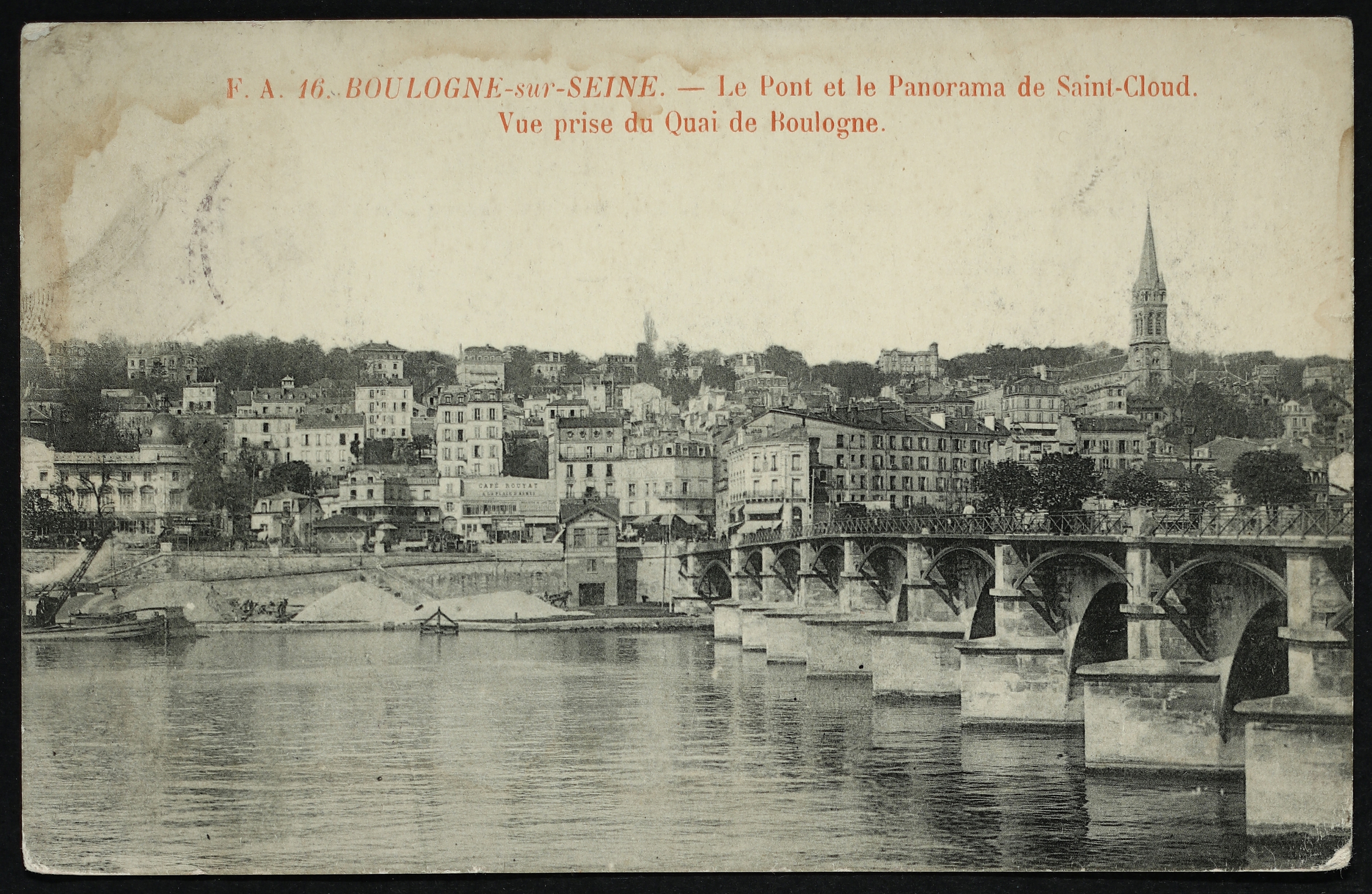
Carte postale - Saint-Cloud - Le Pont et le Panorama de Saint-Cloud. Vue prise du Quai de Boulogne.

Son tracé commence au nord, au pont de Saint-Cloud.
Il rencontre la rue Gallieni puis la rue du Maréchal-Juin. Il se termine au pont de Sèvres.

## Origine du nom

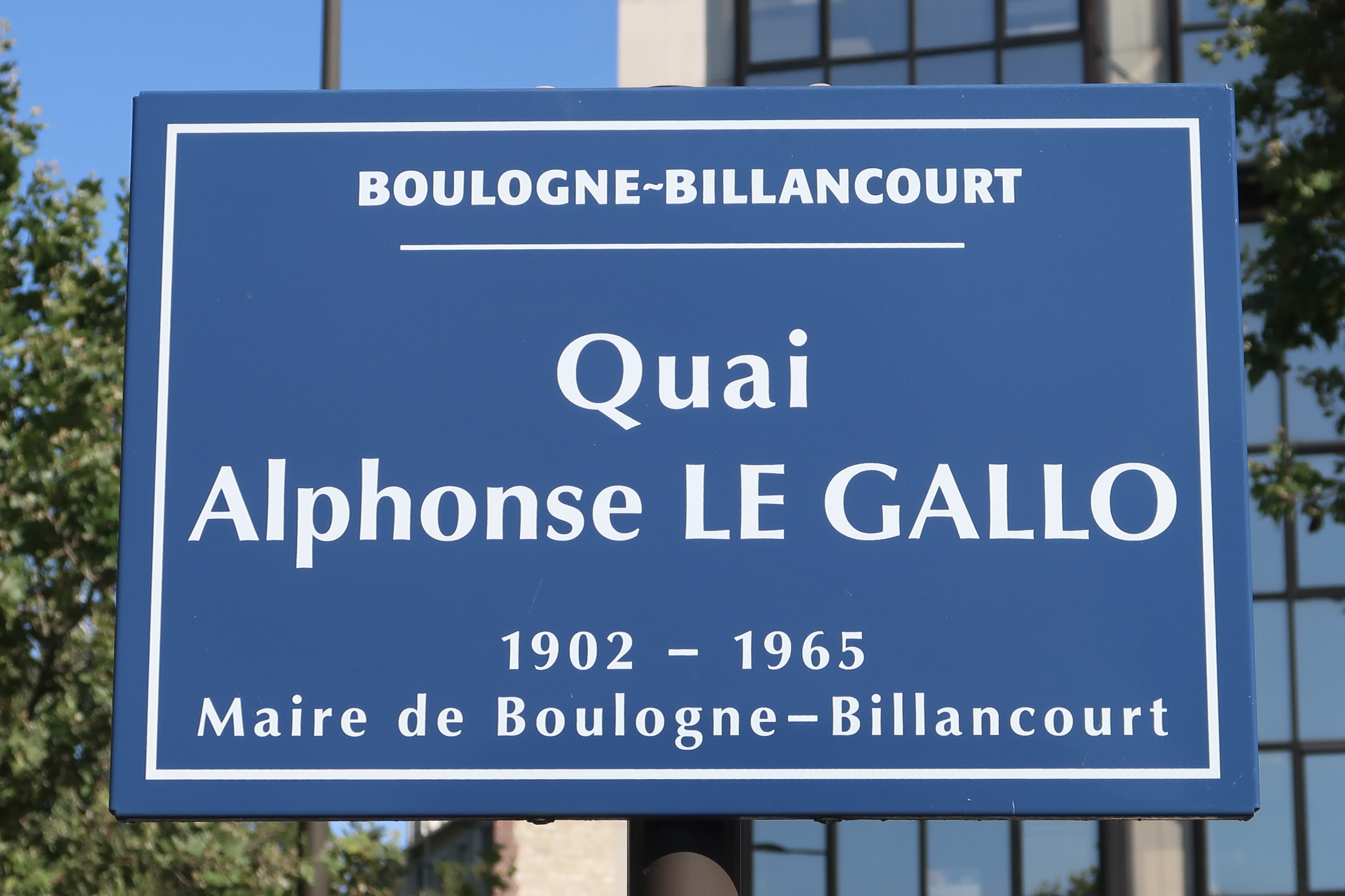
Plaque du quai Alphonse-Le-Gallo.

Il a été nommé en hommage à Alphonse Le Gallo, ancien maire de la ville.

## Historique

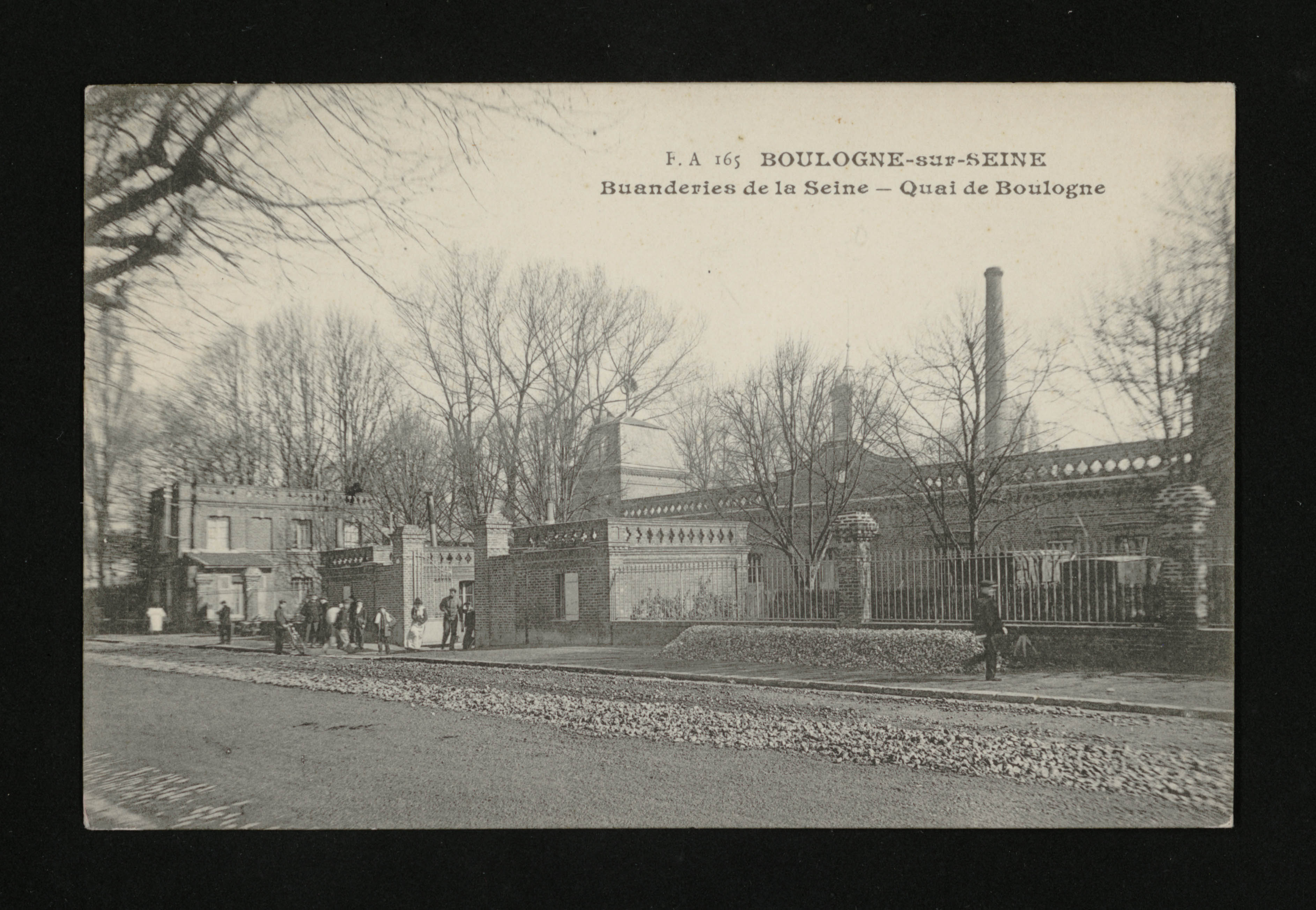
Carte postale - Boulogne-Billancourt - Buanderies de la Seine - Quai de Boulogne.

C'était autrefois un chemin de halage. Il a pris le nom de « quai de Boulogne » le 29 juin 1892.
Au XIXe siècle, on y trouvait propriétés et parcs, lorsqu'au tournant du siècle, s'y installent des entreprises comme la Compagnie des Eaux, le constructeur d'automobiles Gobron-Brillié ou les buanderies de la Seine.

## Bâtiments remarquables et lieux de mémoire

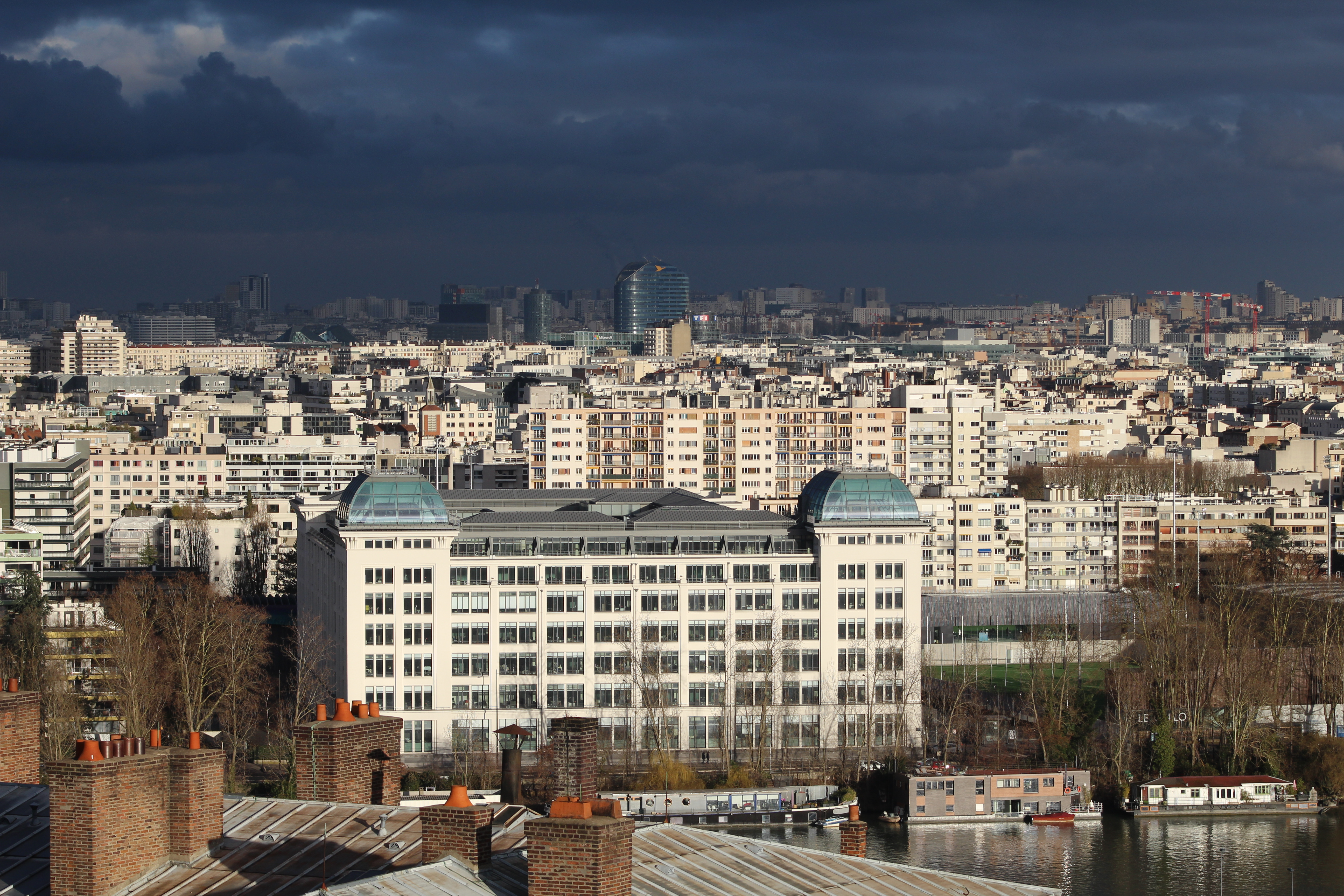
No 46, quai Alphonse-Le-Gallo.

- Au no 46, le bâtiment, qui accueille depuis 2015 un pôle de l'Organisation de coopération et de développement économiques (OCDE), est celui, construit de 1925 à 1928, de l'usine de l'entreprise « Le Matériel téléphonique », qui y employait en 1930 3 400 ouvriers ouvriers sur une surface de 50 000 m2. Il fut le siège du groupe Thomson Multimedia de 2007 à 2015[2].
- Emplacement des anciennes buanderies de la Seine[3].
- Parc des sports municipal, ancien domaine du baron Adolphe de Rothschild[4].